# Kathedraal van Segovia

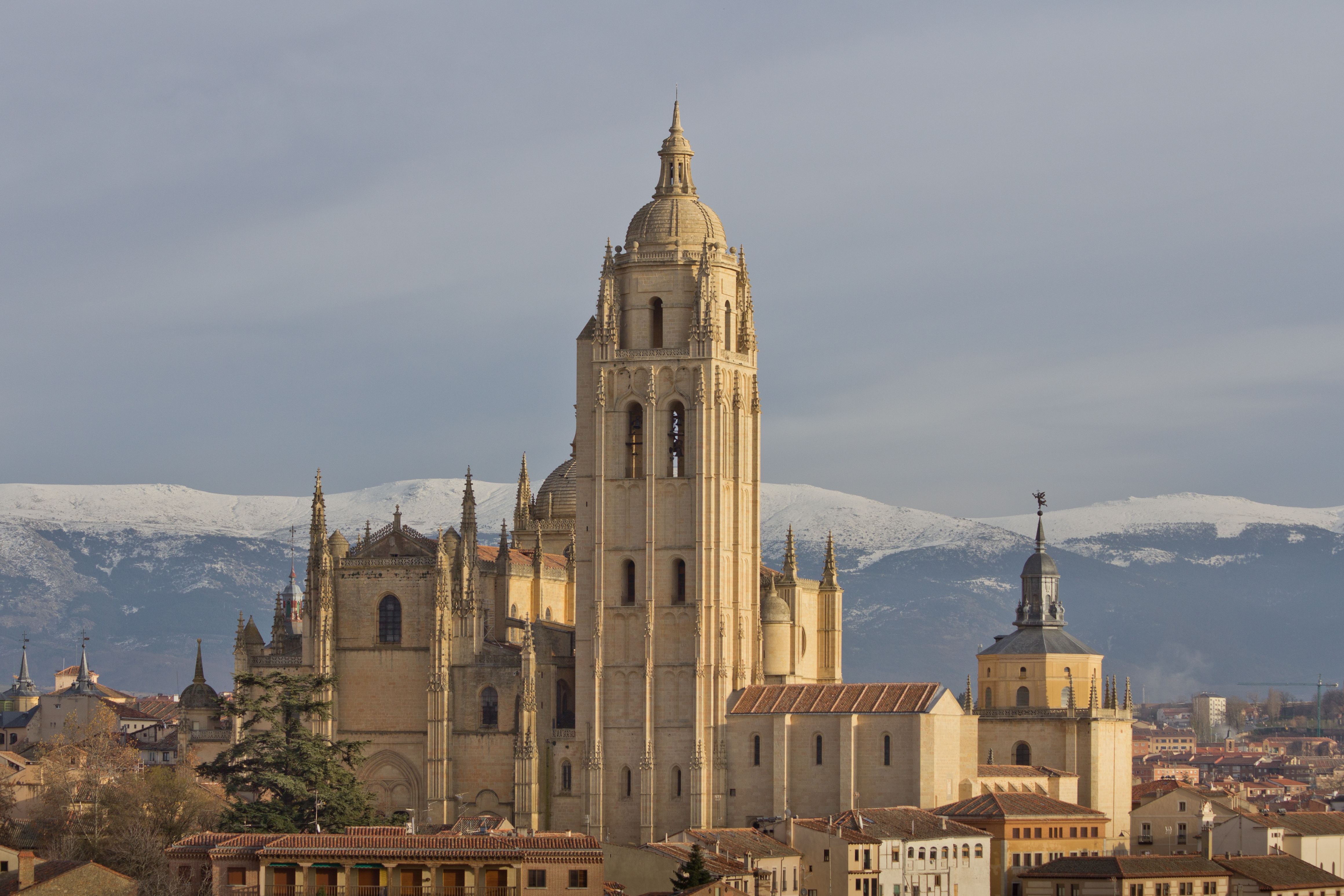
Kathedraal van Segovia

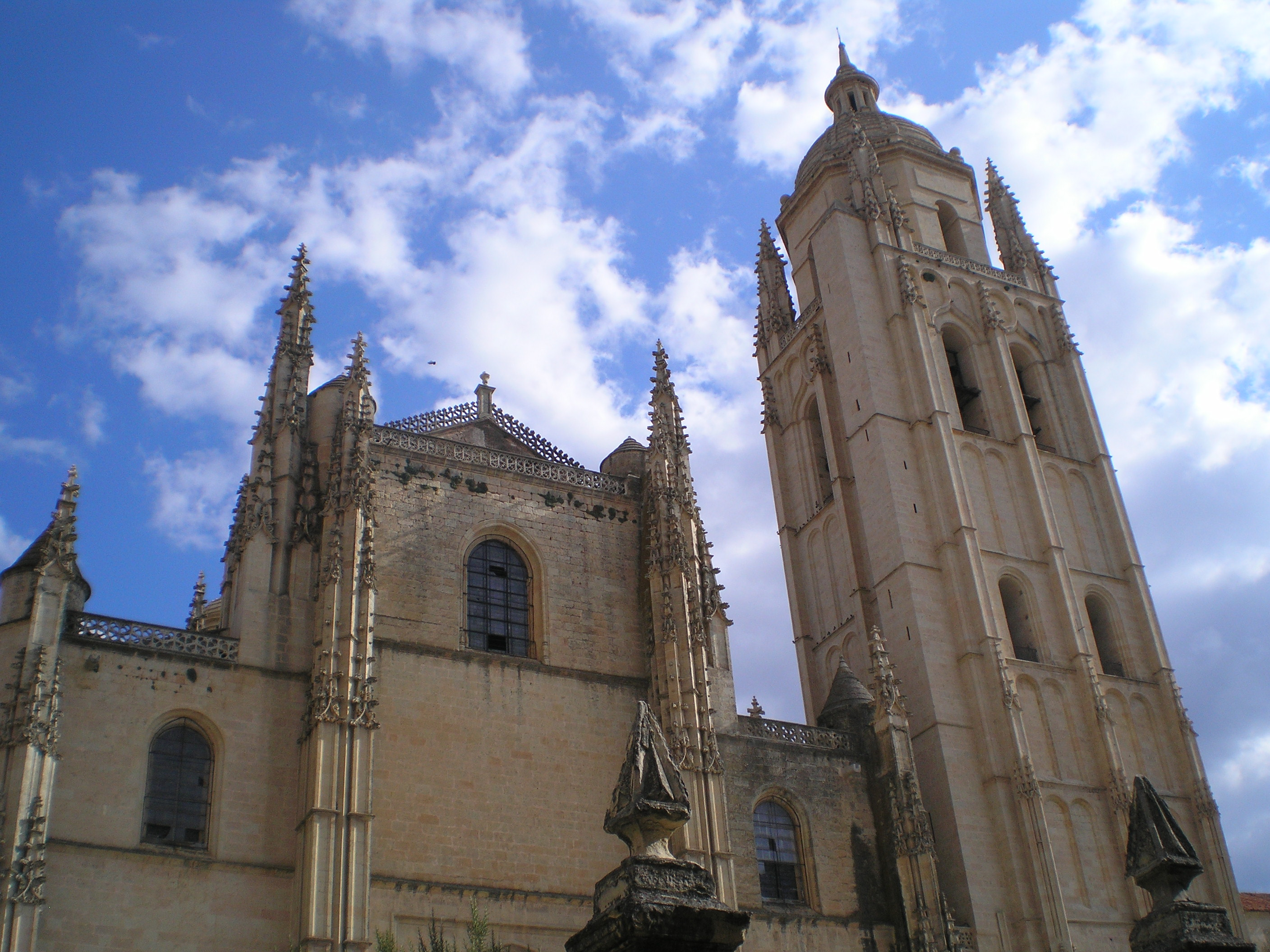
Gevel van de kathedraal van Segovia

De kathedraal van Segovia (Spaans: Catedral de Santa María de Segovia) is een kathedraal in de stad Segovia, de hoofdstad van de gelijknamige provincie in Spanje.
De kathedraal werd gebouwd tussen 1525 en 1577. Het is een gotisch gebouw met invloeden uit de renaissance, ontworpen door Juan Gil de Hontañón en zijn zoon Rodrigo Gil de Hontañón.  De kathedraal staat sinds 1985 op de Werelderfgoedlijst van UNESCO.
Het klooster werd ontworpen door Juan Guas. Juan Gil de Hontañón en zijn zoon Rodrigo Gil de Hontañón liggen begraven in het klooster. 
De kathedraal heeft een structuur in drie hoge gewelven en een kooromgang. De kerk heeft prachtige ramen met fijn maaswerk van gebrandschilderd glas. Het interieur heeft een opmerkelijke eenheid van stijl (laat-gotische), behalve de koepel, die is gebouwd rond 1630. De gotische gewelven zijn tot 33 meter hoog, 50 meter breed en 105 meter lang. De grote koepel is voltooid door Pedro de Brizuela in de zeventiende eeuw. De toren is bijna 90 meter hoog. De huidige stenen opbouw dateert uit 1614 en is gebouwd na een grote brand, veroorzaakt door een onweersbui. De oorspronkelijke, geheel gotische, torenspits werd gebouwd van Amerikaanse mahonie en had een  spitse structuur. Het was de hoogste toren in Spanje.